# Планирование семьи

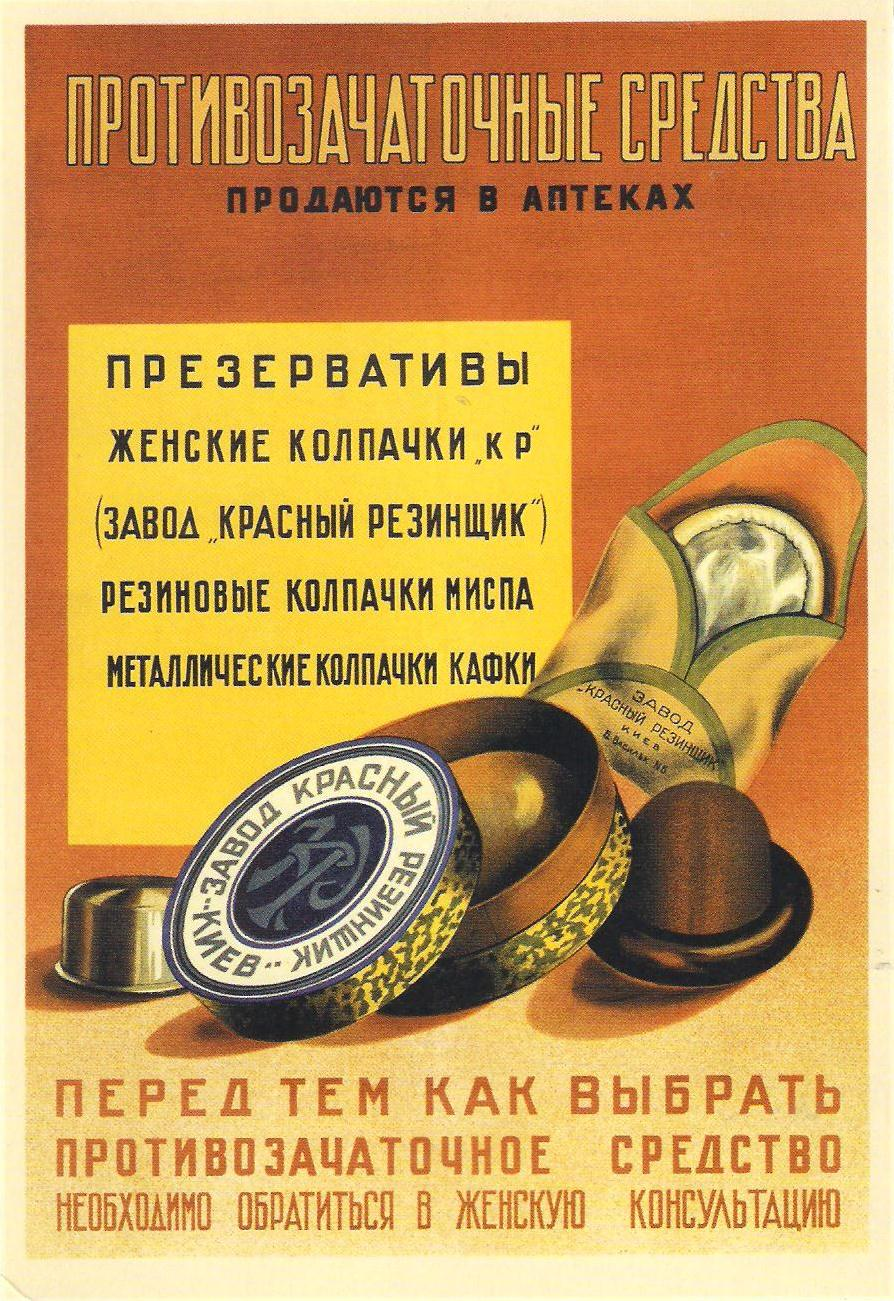
Реклама контрацепции в СССР

Планирование семьи определяется как «образовательная, комплексная медицинская или социальная деятельность, которая позволяет отдельным лицам, включая несовершеннолетних, свободно определять количество и интервал между рождением детей и выбирать средства, с помощью которых это может быть достигнуто».
Планирование семьи может включать рассмотрение количества детей, которые женщина хочет иметь, в том числе отсутствие детей, а также возраст, в котором она хочет иметь детей. На это влияют внешние факторы, такие как семейное положение, карьера, финансовое положение и любые факторы, которые могут изменить их способность иметь детей и воспитывать их. При сексуальной активности планирование семьи может включать использование контрацепции и других методов для контроля рождаемости.
Другие аспекты планирования семьи включают половое просвещение, профилактику и лечение заболеваний, передаваемых половым путем, консультирование и ведение зачатия, а также лечение бесплодия. Планирование семьи, согласно определению Организации Объединённых Наций и Всемирной организации здравоохранения, включает в себя разработку и передачу технологий, информации и стандартов предоставления контрацепции. Аборт не считается компонентом планирования семьи, хотя доступ к контрацепции и планированию семьи снижает потребность в аборте.
Этот термин часто используют в качестве синонима словосочетанию «контроль рождаемости», в то время как подтекст его несколько иной.

## Эффективность

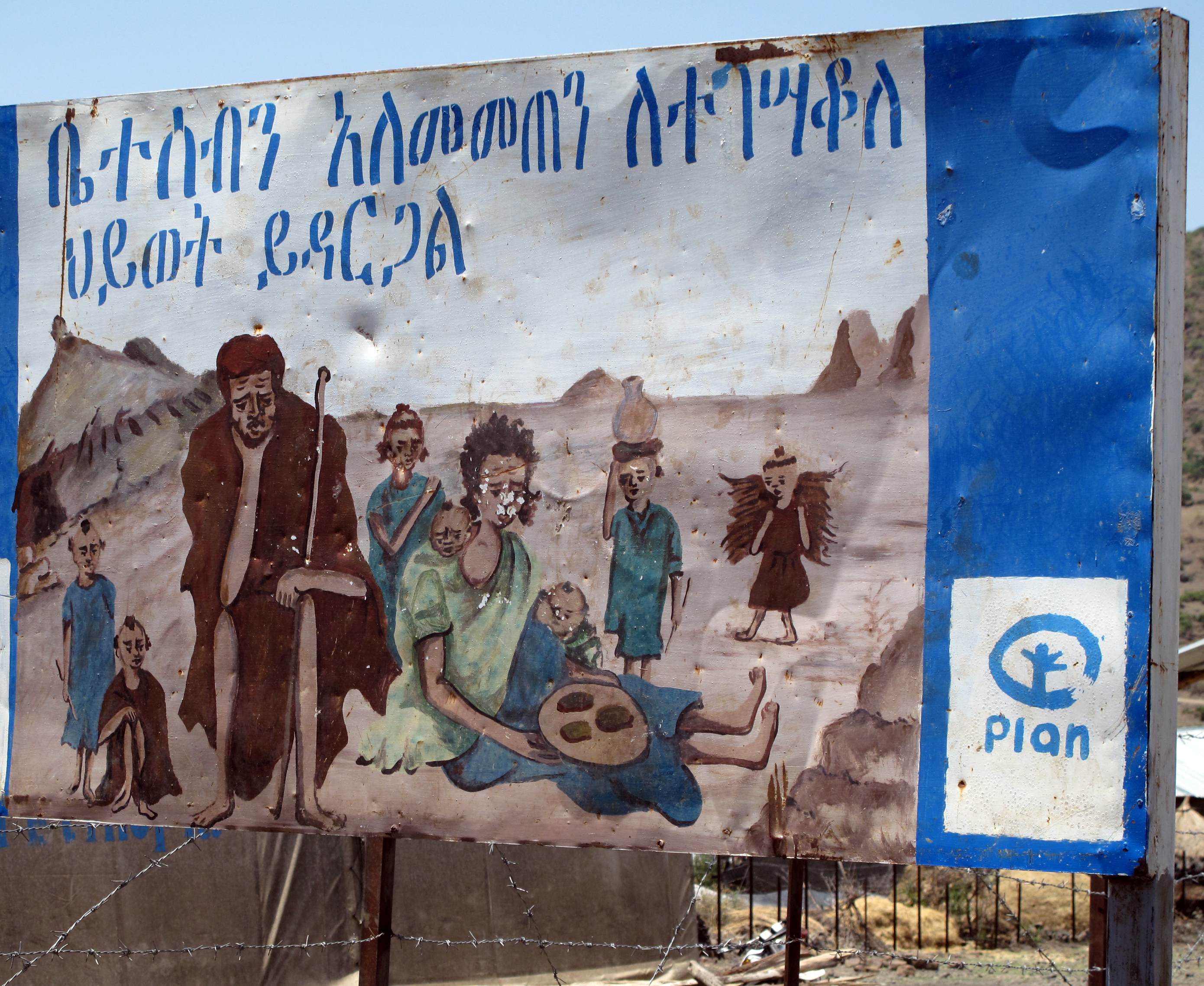
Плакат, показывающий негативные последствия отсутствия планирования семьи и слишком большого количества детей и младенцев в Эфиопии

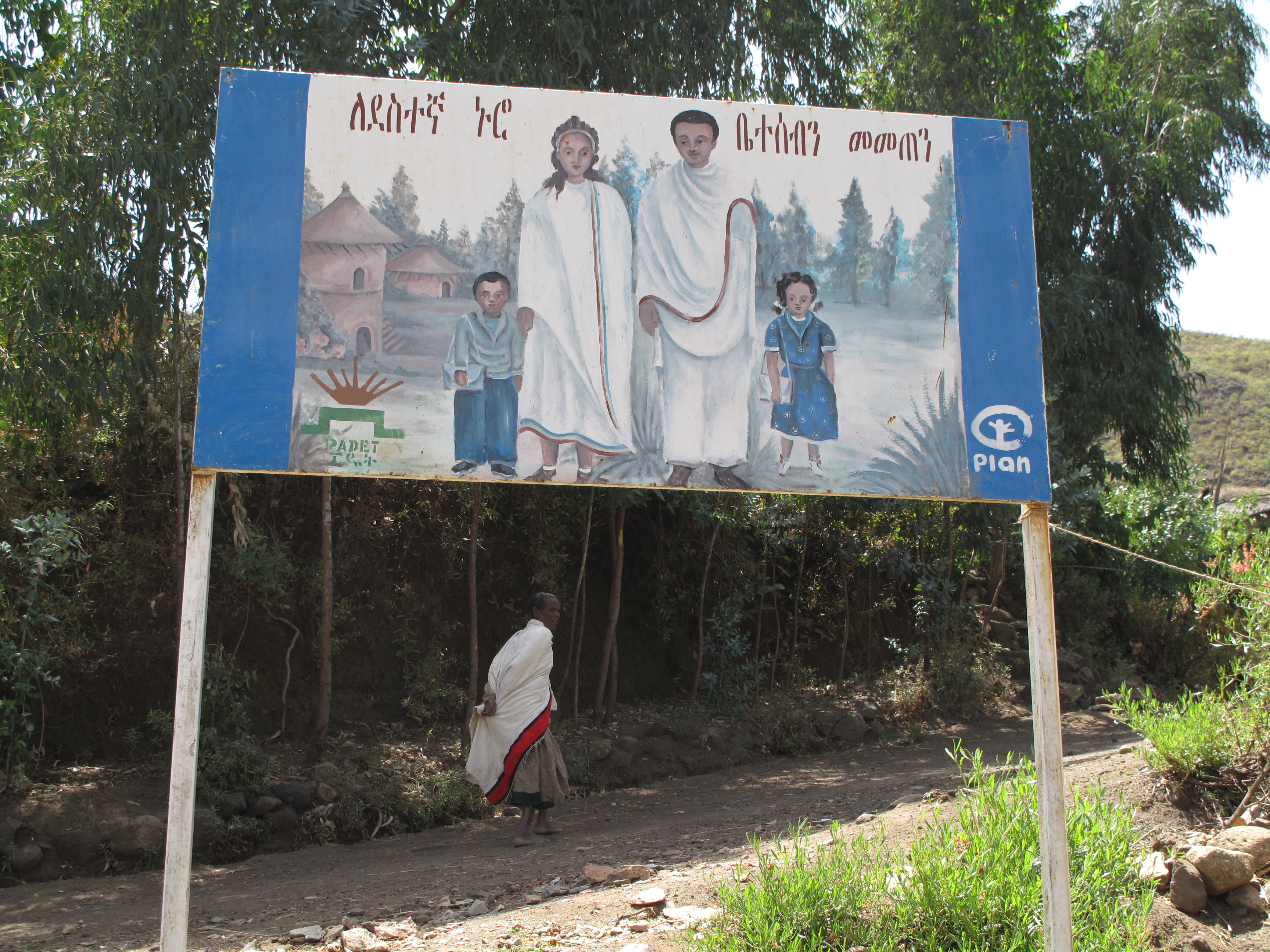
Плакат, показывающий положительное влияние планирования семьи в Эфиопии

Что касается использования современных методов контрацепции, Фонд ООН по народонаселению (ЮНФПА) говорит, что «контрацептивы предотвращают нежелательную беременность, уменьшают количество абортов и снижают количество случаев смерти и инвалидности, связанных с осложнениями беременности и родов». ЮНФПА утверждает, что, «Если бы в 2018 году все женщины с неудовлетворенной потребностью в противозачаточных средствах могли использовать современные методы, было бы предотвращено дополнительно 30 миллиона абортов (8.9 миллионов из которых были бы небезопасными), 6 миллионов выкидышей, 73 500 материнских смертей и 500 000 смертей младенцев».
В тех случаях, когда пары не хотят иметь детей, программы планирования семьи очень помогают. Федеральные программы планирования семьи сократили рождаемость среди бедных женщин на 29 процентов, согласно исследованию Мичиганского университета.

## Методы

### Усыновление, удочерение
Усыновление является ещё одним вариантом, используемым для создания семьи.
Из двух форм семейного устройства детей, оставшихся без попечения родителей — усыновления и опеки — усыновление является оптимальной, поскольку при этом между усыновителями и усыновляемым не только складываются близкие родственные отношения, но и происходит юридическое закрепление этих отношений, когда усыновленный ребёнок в своих правах и обязанностях полностью приравнивается к кровному, а усыновители принимают на себя все родительские права и обязанности.

### Контрацепция
В дополнение к обеспечению контроля над рождаемостью мужские и женские презервативы защищают от венерических заболеваний (ЗППП). Презервативы могут использоваться отдельно или в дополнение к другим методам, в качестве дополнительной защиты или для предотвращения ЗППП. Хирургические методы (перевязка маточных труб, вазэктомия) обеспечивают долгосрочную контрацепцию (что не защищает от ЗППП) для тех, кто завершил свои семьи.
Для предотвращения нежелательной беременности можно использовать комбинированные оральные контрацептивы. Это наиболее часто используемое средство контрацепции в развитых индустриальных странах. При корректном приёме это один из наиболее надёжных методов предохранения от нежелательной беременности — более надёжный, чем использование презерватива. Индекс Перля составляет 0,3—0,9.

### Фертильные (плодовитые) дни
Осведомленность о фертильности относится к набору практик, используемых для определения фертильных и бесплодных фаз менструального цикла женщины. Методы осведомленности о фертильности могут быть использованы для предотвращения беременности, для достижения беременности или для мониторинга гинекологического здоровья. Методы выявления бесплодных дней были известны с древности, но научные знания, полученные в течение прошлого столетия, увеличили число и разнообразие методов. Могут быть использованы различные методы, и Симптотермальный метод достиг успеха более чем на 99 % при правильном использовании.
Эти методы используются по разным причинам: отсутствие побочных эффектов от лекарств, они бесплатны для использования или имеют небольшую первоначальную стоимость, также их применяют по религиозным причинам. Их недостатки заключаются в том, что в период фертильности требуется либо воздержание, либо другой метод, обычное (непрофессиональное) использование часто менее эффективно, чем другие методы, и оно не защищает от ЗППП.

### Финансы
Планирование семьи является одним из наиболее экономически эффективных вмешательств в области здравоохранения. «Экономия средств обусловлена сокращением нежелательной беременности, а также сокращением числа случаев передачи инфекций, передаваемых половым путем, включая ВИЧ».
Расходы на рождение ребёнка и дородовое медицинское обслуживание составляли в среднем 7 090 долл. США для нормальных родов в Соединенных Штатах в 1996 году. По оценкам Министерства сельского хозяйства США, для ребёнка, родившегося в 2007 году, семья США будет тратить в среднем от 11 000 до 23 000 долларов в год в течение первых 17 лет жизни ребёнка. (Общие сметные расходы с поправкой на инфляцию: от 196 000 до 393 000 долл. США, в зависимости от дохода домохозяйства.) Разбивка расходов по возрасту, типу расходов, региону страны. Корректировки по количеству детей (один ребёнок — тратить на 24 % больше, в семье с тремя детьми или более тратить меньше на каждого ребёнка.)

## Методы рождения при бесплодии

### Вспомогательные репродуктивные технологии
Вспомогательные репродуктивные технологии (ВРТ) — собирательное название медицинских технологий, методов лечения и процедур, направленных на достижение беременности пациенткой, при которых отдельные или все этапы зачатия осуществляются вне организма будущей матери. Применяются при бесплодии.
К технологиям ВРТ в России относят:
- Экстракорпоральное оплодотворение;
- Инъекция сперматозоида в цитоплазму ооцита (ИКСИ);
- Криоконсервация половых клеток, тканей репродуктивных органов и эмбрионов, транспортировка половых клеток и (или) тканей репродуктивных органов;
- Использование донорских ооцитов;
- Использование донорской спермы;
- Использование донорских эмбрионов;
- Суррогатное материнство;
- Искусственная инсеминация спермой мужа (партнера) или донора:

Искусственное оплодотворение — метод лечения бесплодия путём инструментального введения в половые органы женщины (чаще в полость матки) обычной или консервированной спермы. Искусственное оплодотворение осуществляется амбулаторно за 3—5 менструальных цикла, осуществляется 2—3 попытки за цикл. Эффективность по разным данным составляет от 30—70 %.
Экстракорпоральное оплодотворение — метод лечения бесплодия. Медицинская процедура при которой оплодотворение яйцеклетки происходит вне тела матери.
Коэффициент рождаемости — это процент всех циклов ЭКО, которые приводят к живорождению. Этот показатель не включает выкидыш, мертворождение, рождение близнецов, считаются одной беременностью. Резюме 2012 года, составленное Обществом репродуктивной медицины, в котором сообщается о средних показателях успешности ЭКО в Соединенных Штатах по возрастной группе с использованием не донорских яйцеклеток следующие:
| Возраст                                    | <35  | 35-37 | 38-40 | 41-42 | >42 |
| ------------------------------------------ | ---- | ----- | ----- | ----- | --- |
| Частота наступления беременности[уточнить] | 46.7 | 37.8  | 29.7  | 19.8  | 8.6 |
| Живорождение                               | 40.7 | 31.3  | 22.2  | 11.8  | 3.9 |

Существует два типа суррогатного материнства: традиционное и гестационное. В традиционном суррогатном материнстве суррогатная мать использует свои собственные яйцеклетки и отдаёт ребёнка будущим родителям. Эта процедура выполняется в кабинете врача через IUI. Этот тип суррогатного материнства, очевидно, включает в себя генетическую связь между суррогатной матерью и ребёнком. По закону США, суррогатная мать должен отказаться от любых прав на ребёнка, чтобы завершить передачу родителям. Гестационное материнство происходит, когда яйцеклетка предполагаемой матери или донора оплодотворяется вне тела, а затем эмбрионы переносятся в матку. Юридические шаги для подтверждения родства с предполагаемыми родителями, как правило, легче, чем в традиционных, потому что нет никакой генетической связи между ребёнком и женщиной.
Картирование резерва яичника у женщины, динамики фолликулов и связанных с ней биомаркеров может дать индивидуальный прогноз относительно будущих шансов на беременность, облегчая осознанный выбор того, когда иметь детей.

## Соотношение качества и количества
Наличие детей приводит к компромиссу между качеством и количеством: родители должны решить, сколько детей иметь и сколько вкладывать в будущее каждого ребёнка. Растущие затраты на качество (образование, материальные ценности) по отношению к количеству (количеству детей) создают компромисс между количеством и качеством. Компромисс между качеством и качеством означает, что политика, которая увеличивает выгоды от инвестирования в качество детей, приведет к более высокому уровню человеческого капитала, а политика, которая снижает стоимость рождения детей, может иметь непреднамеренные неблагоприятные последствия для долгосрочного экономического роста.
В исследовании говорится, что их оценка, вероятно, смещена в меньшую сторону. Исследование в Китае на близнецах показало, что количество детей отрицательно влияет на качество образования. В исследовании подчёркивается, что в городе эта связь близка нулю. Эффект различается в зависимости от пола ребёнка и уровня образования матери.

## Цели
В 2006 году Центры по контролю за заболеваниями США (CDC) выпустили рекомендацию, призывающую мужчин и женщин сформулировать план репродуктивной жизни, чтобы помочь им избежать нежелательной беременности, улучшить здоровье женщин и снизить неблагоприятные исходы беременности.
Воспитание ребёнка требует значительных ресурсов: времени, социальных, финансовых, и экологических. Планирование может помочь обеспечить наличие ресурсов. Цель планирования семьи — убедиться, что любая пара, мужчина или женщина, имеющая ребёнка, имеют ресурсы, необходимые для развития и воспитания.
Нет четких социальных последствий за или против зачатия ребёнка. Это индивидуально, для большинства людей иметь или не иметь ребёнка не оказывает заметного влияния на благополучие человека. Обзор экономической литературы об удовлетворенности жизнью показывает, что определённые группы людей намного счастливее без детей.
Например:
- Родители в одиночку воспитывающие ребёнка.
- Отцы, которые одинаково работают и воспитывают детей.
- Разведённые
- Бедные
- Родители детей с болезнями

Однако и приёмные дети, и приёмные родители сообщают, что они счастливее после усыновления/удочерения. Принятие ребёнка может также застраховать от издержек дородовой или детской инвалидности, которые можно ожидать с помощью перинатального обследования или со ссылкой на факторы риска родителей. Например, пожилые отцы и или пожилой возраст матери увеличивают риск возникновения многочисленных проблем со здоровьем у своих детей, включая аутизм и шизофрению.

### Ресурсы
Когда женщины имеют возможность получить дополнительное образование и оплачиваемую работу, семьи могут вкладывать больше средств в каждого ребёнка. Дети с меньшим количеством братьев и сестер, как правило, остаются в школе дольше, чем дети со многими братьями и сестрами. Выход из школы с целью иметь детей имеет долгосрочные последствия для будущего этих девочек, а также для человеческого капитала их семей. Планирование семьи замедляет неустойчивый рост населения, отток ресурсов окружающей среды, а также усилия на национальном и региональном уровнях.

### Здоровье

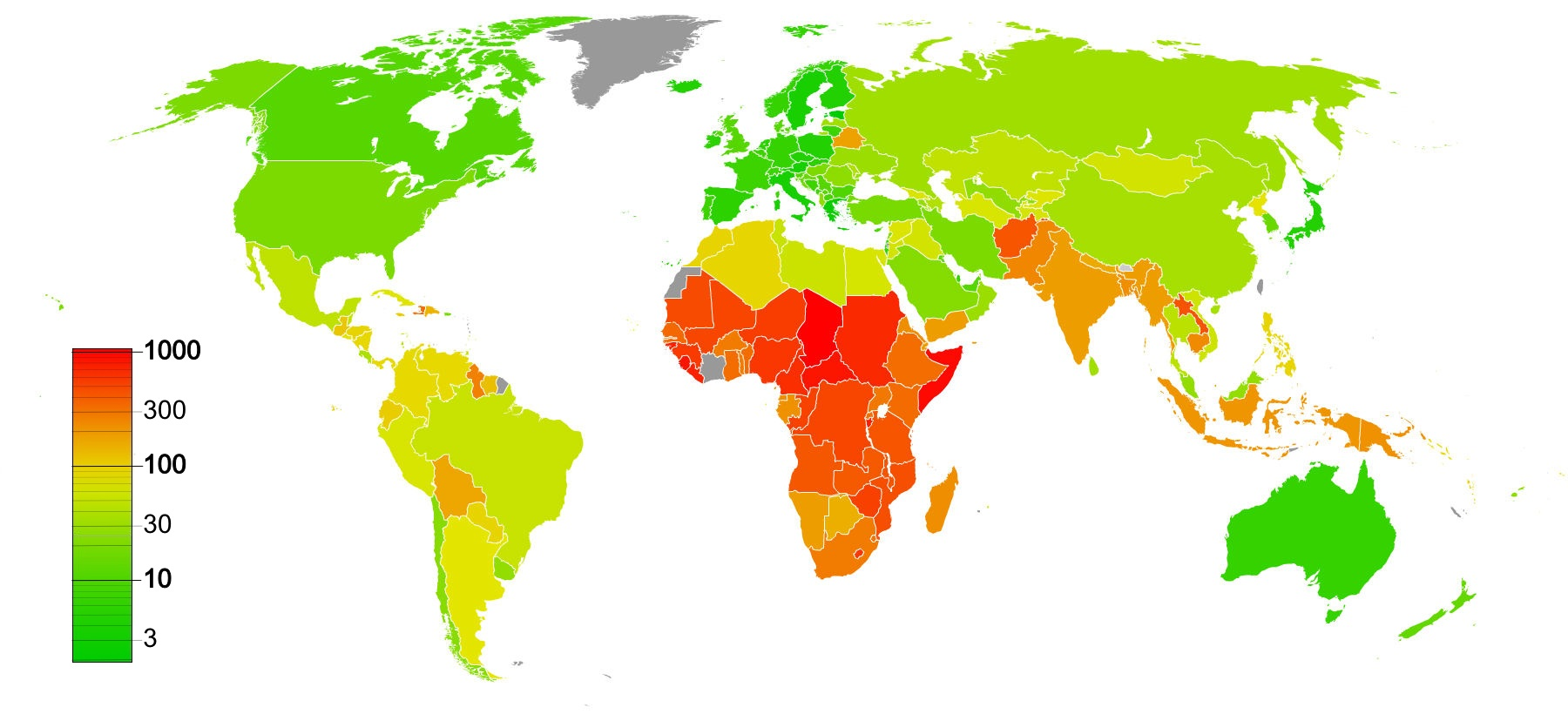
Коэффициент материнской смертности во всем мире, определяемый числом материнских смертей на 100 000 живорождений по любой причине, связанной с беременностью или её лечением или усугубленной ею, за исключением случайных причин.

ВОЗ заявляет о материнском здоровье, что:

Материнское здоровье относится к здоровью женщин во время беременности, родов и в послеродовом периоде. Хотя материнство часто является положительным и полезным опытом, для слишком многих женщин оно связано со страданиями, плохим здоровьем и даже смертью.
Около 99 % материнских смертей происходит в менее развитых странах; менее половины встречается в странах Африки к югу от Сахары и почти треть в Южной Азии.
Как раннее, так и позднее материнство увеличивает риски. Молодые подростки сталкиваются с более высоким риском осложнений и смерти в результате беременности. Ожидание, пока матери не исполнится 18 лет, прежде чем пытаться завести детей, улучшит здоровье матери и ребёнка.
Кроме того, если после рождения ребёнка желательны дополнительные дети, для матери и ребёнка более полезно подождать не менее 2 лет после предыдущего рождения, прежде чем пытаться забеременеть (но не более 5 лет). После выкидыша или аборта лучше подождать не менее 6 месяцев.

## Планирование семьи в России
В 1920 году в РСФСР были легализованы аборты, а в 1923 году узаконены контрацептивы и создана Центральная Научная Комиссия по изучению противозачаточных средств, которая за 5 лет издала 8 выпусков своих научных трудов и руководство по применению противозачаточных.